# یواس‌اس زیلین (ای‌پی‌ای-۳)
یواس‌اس زیلین (ای‌پی‌ای-۳) (به انگلیسی: USS Zeilin (APA-3)) یک کشتی بود که طول آن ۵۳۵ فوت ۲ اینچ (۱۶۳٫۱۲ متر) بود. این کشتی در سال ۱۹۲۱ ساخته شد.